# Muscle-up

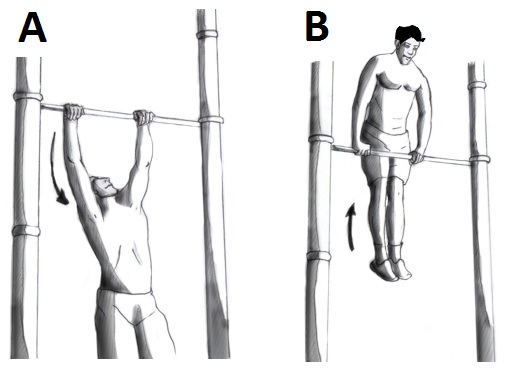
A muscle-up kivitelezése

A muscle-up saját testsúllyal végzett edzőgyakorlat, a Callisthenics és a CrossFit is alkalmazza. Lendületet, erőt kívánó gyakorlat, mely összeköti a húzódzkodást és a tolódzkodást. A gyakorlat haladó sportolók számára ajánlott, akik már biztonságosan képesek saját testsúlyos húzódzkodást és tolódzkodást is – legalább 10–15 ismétléssel – kivitelezni.

## Izomcsoportok
Összetett gyakorlat, a kivitelezéséhez szükség van a széles hátizomra, a bicepszre, a tricepszre, a vállizmokra és az alkar izmaira is, de a muscle-up a core izmokat is igénybe veszi. 

## Kivitelezés

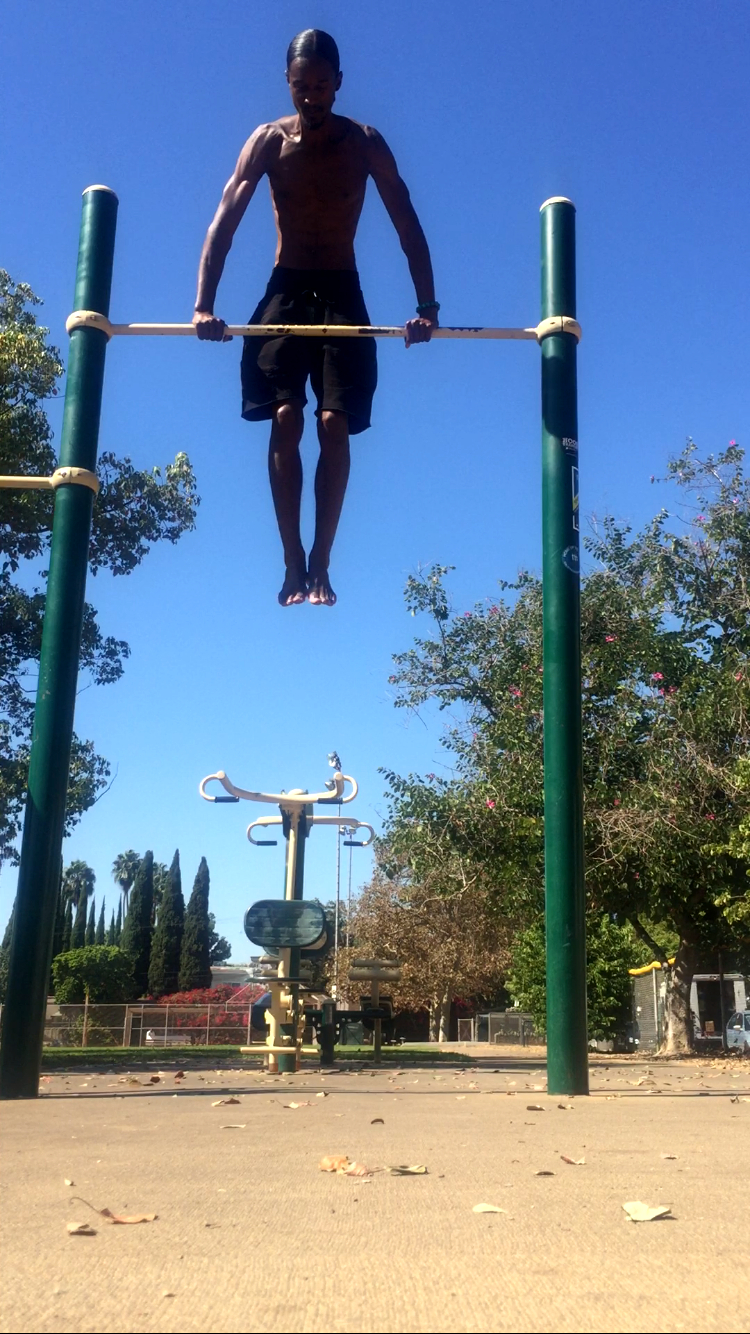
Férfi muscle-up gyakorlat közben

A muscle-up során a gyakorlatot végző személy megkapaszkodik a rúdban, felhúzza magát, majd csípőig kitolja. A gyakorlat elvégzésében fontos szerepet kap a láb megfelelő tartása is. A gyakorlatot lehet széles, szűk és váltott kezes fogással is végezni, valamint úgynevezett „íjászhúzódzkodásból” kiindulva is.

## Felkészülés
A gyakorlásához lehet rugalmas, ellenállásos gyakorlatokhoz tervezett gumiszalagot használni a váll, hát és karizmok fejlesztéséhez, a csípő rúdhoz emelését pedig a húzódzkodóállványon lejjebb helyezett súlyzórúddal lehet gyakorolni. A hagyományos, két rúd közötti tolódzkodás mellett az egyrudas tolódzkodást is javasolt gyakorolni, mivel a muscle-upnak ez a felső szegmense. A lassú negatív ereszkedés is fejleszti a gyakorlathoz szükséges izmokat. A muscle-up egyik könnyített variációja a „hamis fogásos” muscle-up, amikor a rúd megragadásakor a csuklóra támaszkodva segítik a mozdulatot.